# Berinški galeb
Berinški galeb (Rissa brevirostris) je vrsta morske ptice iz porodice galebova Laridae. Gnijezdi se na otočju Pribilof, otoku Bogoslof i otoku Buldir u Beringovom moru uz obalu Aljaske i Komandorskih otoka u Rusiji, a zimu provodi na moru.

## Opis
Berinški galeb vrlo je lokalizirana subarktička pacifička vrsta. Vrlo je slična srodnom troprstom galebu. Razlike između tih dviju vrsta uključuju kraći kljun, veće oči, veću, okrugliju glavu i tamnija siva krila, a kod mladih jedinki, koje se jedva razlikuju od odraslih, nedostaje crna traka na repu i "W" preko krila mlade jedinke troprstog galeba. Mladima je potrebno tri godine da dostignu zrelost. Odrasli su dugi 35 – 39 cm, s rasponom krila 84 – 92 cm i tjelesnom masom 325 – 510 grama.
Poput pacifičke rase troprstog galeba, berinški galebi imaju dobro razvijen stražnji prst. Budući da poneke pojedinačne jedinke troprstog galeba imaju crvenkaste noge, sva izvješća o crvenonogim galebimsa izvan subarktičkog Pacifika moraju zabilježiti sve druge razlike, ne samo boju nogu, kako bi ih prihvatile službe za bilježenje ptica.

## Ponašanje
Berinški galebi se hrane ribama, kao što su one iz porodice Myctophidae  te lignjama i beskralješnjacima. Ljeto provode u kolonijama za razmnožavanje na liticama, gnijezdeći se na izbočinama, a u rujnu migriraju na more kako bi prezimili u sjeverozapadnom Tihom oceanu i Aljaskom zaljevu.

## Status
IUCN ovu vrstu smatra ranjivom jer se procjenjuje da je populacija u opadanju. Globalna populacija zrelih jedinki ove vrste iznosi između 337.000 i 377.000, a raspon razmnožavanja je 192.000 km2. Smatra se da se njihov broj smanjio za oko 35 % između sredine 1970-ih i sredine 1990-ih, iako su se brojke od tada možda stabilizirale. Nejasno je zašto su njihov broj smanjio te to smanjenje može biti povezano s promjenom u dostupnosti plijena, vjerojatno povezanim s prekomjernim komercijalnim ribolovom ili klimatskim promjenama.